# Giovanni Oddone
Giovanni Oddone, nome completo Giovanni Giuseppe Antonio Oddone (Alessandria, 21 luglio 1826 – Alessandria, 13 aprile 1911), è stato un avvocato e politico italiano.

## Biografia
Laureato in giurisprudenza all'Università di Pavia, è stato sindaco di Alessandria dal 1876 al 1879 e consigliere provinciale. 
Fu eletto deputato per quattro legislature, rimanendo in carica dal 1880 al 1892, anno in cui venne nominato Senatore del Regno, carica che mantenne fino alla morte, avvenuta il 13 aprile 1911, all'età di 84 anni.